# Breiðablik Kópavogur 2013
Questa voce raccoglie le informazioni riguardanti il Breiðablik Kópavogur nelle competizioni ufficiali della stagione 2013.

## Rosa
| N. |                        | Ruolo | Calciatore                    |
| -- | ---------------------- | ----- | ----------------------------- |
| 1  | Islanda (bandiera)     | P     | Gunnleifur Gunnleifsson       |
| 2  | Islanda (bandiera)     | D     | Gísli Helgason                |
| 3  | Islanda (bandiera)     | C     | Finnur Margeirsson (capitano) |
| 4  | Paesi Bassi (bandiera) | D     | Rene Troost                   |
| 5  | Islanda (bandiera)     | C     | Sindri Snær Magnússon         |
| 6  | Islanda (bandiera)     | C     | Viggó Kristjánsson            |
| 7  | Islanda (bandiera)     | D     | Þórður Hreiðarsson            |
| 8  | Islanda (bandiera)     | C     | Rafn Haraldsson               |
| 9  | Islanda (bandiera)     | A     | Elfar Aðalsteinsson           |
| 10 | Islanda (bandiera)     | C     | Guðjón Pétur Lýðsson          |
| 11 | Islanda (bandiera)     | C     | Olgeir Sigurgeirsson          |
| 12 | Islanda (bandiera)     | P     | Arnór Bjarki Hafsteinsosn     |
| 13 | Islanda (bandiera)     | D     | Ósvald Traustason             |
| 15 | Islanda (bandiera)     | D     | Sverrir Ingason               |

| N. |                      | Ruolo | Calciatore                  |
| -- | -------------------- | ----- | --------------------------- |
| 17 | Islanda (bandiera)   | D     | Jökull Elísabetarson        |
| 18 | Islanda (bandiera)   | A     | Arnar Björgvinsson          |
| 19 | Islanda (bandiera)   | D     | Kristinn Jónsson            |
| 20 | Danimarca (bandiera) | A     | Nichlas Rohde               |
| 22 | Islanda (bandiera)   | A     | Ellert Hreinsson            |
| 23 | Islanda (bandiera)   | C     | Árni Vilhjálmsson           |
| 26 | Islanda (bandiera)   | A     | Páll Þorsteinsson           |
| 27 | Islanda (bandiera)   | C     | Tómas Óli Garðarsson        |
| 30 | Islanda (bandiera)   | A     | Andri Yeoman                |
| 32 | Islanda (bandiera)   | A     | Alexander Helgi Sigurðarson |
| 34 | Islanda (bandiera)   | D     | Ingiberg Jónsson            |
| -  | Islanda (bandiera)   | C     | Höskuldur Gunnlaugsson      |
| -  | Islanda (bandiera)   | A     | Viktor Unnar Illugason      |